# ASG Vorwärts Mühlhausen
Die ASG Vorwärts Mühlhausen war eine Armeesportgemeinschaft in der DDR, die in Mühlhausen/Thüringen im heutigen Unstrut-Hainich-Kreis ansässig war. Sie wurde Mitte der 1950er Jahre durch die Armeesportvereinigung Vorwärts gegründet und Anfang 1990 aufgelöst. Die ASG unterhielt u. a. Sektionen für Boxen, Fußball, Handball und Pferdesport. 

## Sektion Handball
1979 gelang es den Handballern der ASG Vorwärts, sich für den DDR-weiten FDGB-Handballpokal-Wettbewerb 1979/80 zu qualifizieren. In der 1. Hauptrunde mussten die Mühlhausener gegen Einheit Halle-Neustadt antreten. Sie verloren zuhause mit 25:30 und schieden damit aus dem Pokalwettbewerb aus. 

## Sektion Fußball
Die ASG Vorwärts Mühlhausen gehörte zu einem dichten Netz von größeren und kleineren Armeesportgemeinschaften, das sich über das gesamte Gebiet der DDR verteilte. Im Fußball erschien die ASG erstmals 1958, als die Mannschaft in die fünftklassige Bezirksklasse Erfurt aufgestiegen war. In den 1960er Jahren spielte Vorwärts mit den Lokalrivalen BSG Motor und BSG Post gemeinsam in der Bezirksklasse, die mittlerweile nach Einstellung der II. DDR-Liga viertklassig geworden war. 1967 stieg die ASG Vorwärts erstmals in die drittklassige Bezirksliga Erfurt auf, wo sie sich drei Spielzeiten lang halten konnte. 1974 erreichten die Fußballer ihren ersten Tiefpunkt mit dem Abstieg in die Kreisliga. Danach folgten zwei Aufstiege bis in die Bezirksliga und 1977 wieder der Abstieg in die Bezirksklasse. Derselbe Vorgang spielte sich 1982 ab, bis die ASG 1986 wieder in der Bezirksklasse landete. Dort spielte Vorwärts noch bis zur Spielzeit 1989/90, aber noch während der Saison wurde die Armeesportgemeinschaft infolge der politischen Wende aufgelöst und die Fußballmannschaft zurückgezogen.  

### Statistik
| 1958–1967 | Bezirksklasse |
| 1967–1970 | Bezirksliga   |
| 1970–1974 | Bezirksklasse |
| 1974/75   | Kreisliga     |
| 1975/76   | Bezirksklasse |
| 1976/77   | Bezirksliga   |
| 1977–1982 | Bezirksklasse |
| 1982/83   | Kreisliga     |
| 1983–1985 | Bezirksklasse |
| 1985/86   | Bezirksliga   |
| 1986–1990 | Bezirksklasse |